# Letícia Santos
Letícia Santos de Oliveira (* 2. Dezember 1994 in Atibaia) ist eine brasilianische Fußballspielerin, die mehrere Jahre in der deutschen Frauen-Bundesliga spielte.

## Karriere

### Vereine
Als Jugendliche startete Santos ihre Karriere 2007 in der Big Soccer Escola de Futebol, über Stationen in den Jugendteams von Sociedade Esportiva Palmeiras, Bangu AC, Santos FC, XV de Piracicaba und Associação Esportiva Kindermann startete sie 2014 ihre Profikarriere bei Esporte Clube XV de Novembro de Piracicaba. Nach rund vier Monaten verließ sie Piracicaba und wechselte zu São José Esporte Clube. Am 8. Januar 2015 verließ sie letztendlich Brasilien und wechselte nach Norwegen zu Avaldsnes IL.
Am 16. Januar 2017 verließ Santos nach 40 Spielen in zwei Spielzeiten Norwegen und wechselte in die deutsche Frauen-Bundesliga zum SC Sand. Am 30. September 2018 erzielte Letícia ihr erstes Bundesligator zur 1:0-Führung beim 5:0-Sieg gegen Borussia Mönchengladbach. Zur Saison 2019/2020 wechselte sie zum Bundesligakonkurrenten 1. FFC Frankfurt. Im Juli 2020 wurde der 1. FFC Frankfurt in den Verein Eintracht Frankfurt integriert und bildet somit die Frauenfußballabteilung des Vereins. Nach mehreren Verletzungen verließ Santos zum Jahreswechsel 2023/24 die Eintracht bei vorzeitiger Vertragsbeendigung. Sie wechselte zum brasilianischen Verein Corinthians São Paulo.

### Nationalmannschaft
Santos lief für die brasilianische U20-Nationalmannschaft auf, für die Santos an der U20-Weltmeisterschaft 2014 in Kanada teilnahm.
Ihr Debüt im A-Kader der Nationalelf gab Letícia am 9. April 2017 beim 6:0-Erfolg in einem Freundschaftsspiel gegen Bolivien in Manaus.

## Erfolge
Nationalmannschaft:
- Siegerin des Vier-Nationen-Turniers in China: 2017

Verein:
- CONMEBOL Copa Libertadores: 2014
- Brasilianische Meisterin: 2024
- Staatsmeisterin von São Paulo: 2014